# باخترسگ
باخترسگ (نام علمی: Hesperocyon) نام یک سرده از زیرخانواده باخترسگیان است.
باخترسگ سرده‌ای منقرض‌شده از سگ‌هاست که بین ایوسن پسین و الیگوسن پسین در آمریکای شمالی می‌زیست. این جانور قدیمی‌ترین عضو شناخته‌شده‌ی خانواده‌ی سگ‌ها -سگ‌سانان- است و تصور می‌شود همه‌ی گونه‌های امروزی سگ‌ها، روباه‌ها و گرگ‌ها در طول ۳۰ میلیون سال گذشته از تبار این پستاندار کوچک پدید آمده باشند. با این حال، باخترسگ با سگ‌های امروزی بسیار متفاوت بود.
این جانور دمی دراز و منعطف مثل دم کواتی داشت، اما دست‌ها و پاهایش نسبتاً ضعیف و کوتاه بودند و جمجمه‌ی ظریفش هم باعث می‌شد که فقط بتواند شکارهای کوچکی مثل پرندگان و جوندگان را بخورد. دندان‌های باخترسگ نشان می‌دهند که همه‌چیزخوار بوده‌است و احتمالاً، در کنار گوشت‌خواری، روی زمین و لابه‌لای بوته‌ها دنبال میوه و دیگر اجزای خوراکی گیاهان هم می‌گشته‌است. هرچند باخترسگ خویشاوند سگ و روباه است، اسکلتش -با دمی بلند و پاهایی کوتاه- به اسکلت راکون‌های امروزی شباهت دارد.